# Лијам Хемсворт
Лијам Хемсворт (енгл. Liam Hemsworth; Мелбурн, 13. јануар 1990) аустралијски је глумац. Познат је по улози Вила Блејклија у филму Последња песма (2010), Гејла Хоторна у филму Игре глади (2012) и Џејка Морисона у филму Дан независности: Нова претња (2016).

## Детињство и младост
Рођен је 13. јануара 1990. године у Мелбурну, у Викторији. Син је Леони, наставнице енглеског језика, и Крејга Хемсворта, саветника за социјалне услуге. Има два старија брата, Лука и Криста Хемсворта, који су такође глумци. Његов деда по мајци је холандски имигрант, а такође има и енглеског, ирског, шкотског и немачког порекла. Изјавио је да, иако међу браћом постоји конкуренција за посао, она је пријатељска: „Ми смо браћа и увек смо конкурентни, али то је добра ствар, гура нас напред и срећни смо кад год неко од нас добије улогу.”

## Филмографија

### Филм
| Улоге  |                                   |               |                 |          |
| Година | Српски назив                      | Изворни назив | Улога           | Напомена |
| 2009.  | Код судбине                       |               | Спенсер         |          |
| 2009.  | Троугао                           |               | Виктор          |          |
| 2010.  | Последња песма                    |               | Вил Блејкли     |          |
| 2012.  | Игре глади                        |               | Гејл Хоторн     |          |
| 2012.  | Плаћеници 2                       |               | Били Тимонс     |          |
| 2013.  | Љубав и част                      |               | Мики Рајт       |          |
| 2013.  | Параноја                          |               | Адам Касиди     |          |
| 2013.  | Царство                           |               | Крис Потамитис  |          |
| 2013.  | Игре глади: Лов на ватру          |               | Гејл Хоторн     |          |
| 2014.  |                                   |               | Двејн Макларен  |          |
| 2014.  | Игре глади: Сјај слободе — 1. део |               | Гејл Хоторн     |          |
| 2015.  | Кројачица                         |               | Тед Максвини    |          |
| 2015.  | Игре глади: Сјај слободе — 2. део |               | Гејл Хоторн     |          |
| 2016.  | Дан независности: Нова претња     |               | Џејк Морисон    |          |
| 2016.  |                                   |               | Дејвид Кингстон |          |
| 2019.  | Није ли романтично?               |               | Блејк           |          |
| 2019.  |                                   |               | Мо              |          |
| 2020.  | Арканзас                          |               | Кајл            |          |

### Телевизија
| Улоге      |                  |               |              |              |
| Година     | Српски назив     | Изворни назив | Улога        | Напомена     |
| 2007.      |                  |               | непознато    | 1 епизода    |
| 2007.      | Маклаудове ћерке |               | Дејмо        | 1 епизода    |
| 2007—2008. | Комшије          |               | Џош Тејлор   | 19 епизода   |
| 2008—2009. |                  |               | Маркус       | 18 епизода   |
| 2009.      |                  |               | Марк         | 2 епизоде    |
| 2015.      |                  |               | себе         | 1 епизода    |
| 2016.      | Радохоличари     |               | Крашинг Ворд | 1 епизода    |
| 2020.      |                  |               | Доџ Мејнард  | главна улога |